# القطعة (دير الزور)
القطعة قرية سورية تتبع ناحية الجلاء في منطقة البوكمال في محافظة دير الزور. بلغ عدد سكانها 8251 نسمة في عام 2004 حسب إحصاء المكتب المركزي للإحصاء.